# Il senso di una fine
Il senso di una fine (The Sense of an Ending) è un romanzo di Julian Barnes del 2011, vincitore del Man Booker Prize di quell'anno e dell'Europese Literatuurprijs nel 2012.

## Trama
Tony Webster, ormai anziano, solo e in pensione, riceve un insolito testamento da parte di una donna conosciuta molti anni prima. Si tratta della madre di Veronica, la sua ragazza ai tempi dell'Università. La donna gli ha lasciato una modesta somma di denaro, ed un diario appartenuto ad Adrian Finn, compagno di scuola di Tony alle superiori. Alla ricerca di un "senso", Tony ripercorre la parte della sua vita legata a quelle persone, dilata il tempo, incerto di fronte all'autenticità dei suoi ricordi, ed attento ad analizzare ogni cosa, cosciente della differenza fra il modo in cui ricordiamo gli eventi, ed il modo in cui essi si sono svolti realmente. L'unica evidenza della storia, quale che essa sia, è che qualcosa è successo, suggerisce Adrian Finn durante un'interrogazione scolastica.

## Opere derivate
Nel 2017 dal romanzo è stato tratto il film, intitolato in inglese The Sense of an Ending e in italiano L'altra metà della storia, diretto da Ritesh Batra.

## Edizioni
- (EN) The Sense of an Ending, London, Jonathan Cape, 2011, ISBN 978-0-224-09415-3.
- Il senso di una fine, Torino, Einaudi, 2012, ISBN 978-88-06-21156-1.[4]